# Algolagnie
Algolagnie (griechisch algos „Schmerz“ und lagneia „Wollust“) ist eine klinische Wortschöpfung des ausgehenden 19. Jahrhunderts, um die Lust am Zufügen und Empfangen von Schmerzreizen zu beschreiben (↑ Sexualpräferenz). Der Begriff wurde durch die synonyme Bezeichnung Sadomasochismus weitgehend abgelöst, die passive Algolagnie wird durch Masochismus, die aktive Algolagnie durch Sadismus ersetzt. Der passive Aspekt kann auch als Algophilie (griechisch Philie „Liebe“), Lustschmerz oder Schmerzgeilheit bezeichnet werden, ein selten verwendeter Begriff für Masochismus. Über diesen Begriff hinaus geht die Algomanie (griechisch Manie „Wahnsinn“), die das krankhafte Verlangen nach Schmerz beschreibt.
Im Rahmen der sexualmedizinischen Diagnostik oder der Psychoanalyse wird Algolagnie analog zum Sadomasochismus dann als behandlungsbedürftig verstanden, wenn die sexuelle Befriedigung ohne entsprechende Praktiken erschwert ist oder unmöglich erscheint und bei dem Betroffenen dadurch ein entsprechender Leidensdruck entsteht. Algolagnie ist als Teil des Formenkreises der Persönlichkeits- und Verhaltensstörungen als Störung der Sexualpräferenz in der Internationalen statistischen Klassifikation der Krankheiten und verwandter Gesundheitsprobleme (ICD) unter der Schlüsselnummer F65.5 aufgeführt.

## Entwicklung des Begriffs Algolagnie
Im Jahre 1886 verwendet Krafft-Ebing vermutlich als erster den Begriff „Sadismus“, um die Lust am Zufügen, beziehungsweise „Masochismus“ für die Lust am Erleben von Schmerz zu beschreiben. Algolagnie taucht erstmals 1892 in den Schriften Schrenck-Notzings als klinisches Kunstwort auf, um die Gesamtheit dieser beiden beschriebenen Begriffe zu beschreiben. Seiner Auffassung nach bilden die beiden Ausprägungen die beiden Pole innerhalb eines Gesamtkontinuums. Sowohl diese Ansicht sowie die der strikten Trennung beider Neigungen sind bis heute verbreitet und werden mit der gleichen Argumentation verteidigt. Anfangs war der Ausdruck nicht sexuell konnotiert, wurde aber kurze Zeit später für die bereits bekannte, aber noch kaum wissenschaftlich erforschte sexuelle Erregung durch Empfang oder Zufügung von Schmerz unter dem Begriff passive und aktive Algolagnie angewandt.

## Medizinische Einordnung und Abgrenzung

### Algolagnie
Analog zu ihrem Synonym Sadomasochismus wird die Algolagnie als sexuelle Devianz verstanden und wird als Störung der Sexualpräferenz unter der Schlüsselnummer F65.6 aufgeführt. Im Diagnostic and Statistical Manual of Mental Disorders, dem diagnostischen und statistischen Handbuch psychischer Störungen (DSM-IV), das in den Vereinigten Staaten von der American Psychiatric Association (Amerikanische Psychiatrische Vereinigung) herausgegeben wird, wird die Algolagnie nur in ihrer passiven oder aktiven Ausprägung aufgeführt. Eine allgemeine Zuordnung wie im ICD findet nicht statt.
Einvernehmlich gelebte oder auch heimliche sexuelle Vorlieben für sadomasochistische Praktiken im Sinne einer konsensuell erlebten Sexualität erfüllen in aller Regel die Kriterien für die Diagnosestellung der Algolagnie im heutigen medizinischen Sinne nicht und sind eine soziologisch andersartige, aber nicht seltene Ausprägung der individuellen Sexualität. Eine Diagnosestellung darf demnach hinsichtlich der sexuell motivierten Ausprägung dieser Störungen nur noch erfolgen, wenn der Betroffene anders als durch die Ausübung sadistischer oder masochistischer Praktiken keine sexuelle Befriedigung erlangen kann, oder seine eigene sadistisch oder masochistisch geprägte Sexualpräferenz selbst ablehnt und sich in seinen Lebensumständen eingeschränkt fühlt oder anderweitig darunter leidet. Die diagnostischen Kriterien unterscheiden sich darüber hinaus nicht, sind aber nicht hierarchisch zu verstehen.

### Aktive Algolagnie

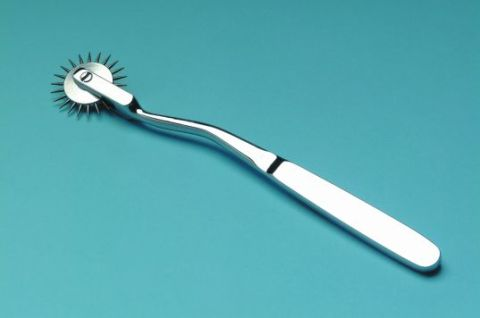
Ein typisches zur Nervenreizung verwendetes Wartenbergrad.

Der Begriff aktive Algolagnie entspricht der Bezeichnung Sadismus, es kann prinzipiell zwischen sexuell motiviertem Handeln, bei dem die Zufügung von Schmerz als sexuell lustvoll erlebt wird, und nicht sexuell konnotiertem Sadismus unterschieden werden. Die aktive Algolagnie wird als Störung der Sexualpräferenz in der ICD unter der Schlüsselnummer F65.5 gelistet, dabei muss die Diagnose noch durch eine Kennzeichnung hinsichtlich der sadistischen Ausprägung erweitert werden. Im DSM IV wird der Sadismus, beziehungsweise die aktive Algolagnie, unter der Nummer 302.84 gelistet.

### Passive Algolagnie
Der zu Masochismus synonyme Begriff passive Algolagnie oder Lustschmerz umschreibt das Empfinden von sexueller Lust beim Erfahren von bestimmten körperlichen Schmerzreizen, wobei der Begriff auf das passive Empfinden von sexueller Stimulation durch Schmerz bezogen wird. Im ICD findet keine Präzisierung hinsichtlich des passiven Charakters dieser sexuellen Störung statt, eine Diagnose nach Schlüsselnummer F65.5 muss hinsichtlich der masochistischen Empfindung gekennzeichnet werden. Im DSM IV kann die Diagnose der passiven Algolagnie direkt synonym zu der Diagnose Masochismus (DSM IV 302.83) gestellt werden.